# Вулф-Крік Тауншип (округ Мерсер, Пенсільванія)
Вулф-Крік Тауншип (англ. Wolf Creek Township) — селище (англ. township) в США, в окрузі Мерсер штату Пенсільванія. Населення — 718 осіб (2020).

## Демографія
Згідно з переписом 2010 року, у селищі мешкали 832 особи в 314 домогосподарствах у складі 247 родин. Було 341 помешкання
Расовий склад населення:
| - 97,1 % — білих - 0,6 % — корінних американців - 0,6 % — чорних або афроамериканців - 0,1 % — азіатів |

До двох чи більше рас належало 1,1 %. Частка іспаномовних становила 1,2 % від усіх жителів.
За віковим діапазоном населення розподілялося таким чином: 24,0 % — особи молодші 18 років, 59,9 % — особи у віці 18—64 років, 16,1 % — особи у віці 65 років та старші. Медіана віку мешканця становила 41,9 року. На 100 осіб жіночої статі у селищі припадало 96,7 чоловіків;  на 100 жінок у віці від 18 років та старших — 93,9 чоловіків також старших 18 років.
Середній дохід на одне домашнє господарство  становив 64 316 доларів США (медіана — 54 250), а середній дохід на одну сім'ю — 69 961 долар (медіана — 62 500). Медіана доходів становила 42 262 долари для чоловіків та 32 708 доларів для жінок. За межею бідності перебувало 6,8 % осіб, у тому числі 7,1 % дітей у віці до 18 років та 7,7 % осіб у віці 65 років та старших.
Цивільне працевлаштоване населення становило 449 осіб. Основні галузі зайнятості: освіта, охорона здоров'я та соціальна допомога — 22,0 %, виробництво — 18,9 %, роздрібна торгівля — 11,4 %, науковці, спеціалісти, менеджери — 10,2 %.